# Nora Foss Al-Jabri
Nora Foss Al-Jabri (Gjøvik, 26 januari 1996) is een Noors zangeres. Ze heeft deelgenomen aan Norsk Talenter, de Noorse versie van Holland's Got Talent, met het nummer Somewhere Beautiful aan Melodi Grand Prix 2012 en nam met het nummer Sulale deel aan Melodi Grand Prix 2025.

## Biografie
Foss Al-Jabri werd geboren als dochter van een Irakese vader en een Noorse moeder. Ze begon met zingen opo achtjarige leeftijd en nam vervolgens meerdere zanglessen. Ze verwierf bekendheid door haar versie van Leonard Cohen's Hallelujah. In eerste instantie werd het nummer slechts door een aantal radiozenders opgepikt, maar het nummer werd pas echt een succes toen haar zus een video postte van Foss Al-Jabri die het nummer zong op de Noorse videowebsite snuuter10. Hierdoor kreeg het nummer nog meer aandacht en mocht Foss Al-Jabri in meerdere televisieprogramma's verschijnen en optreden tijdens concerten van andere artiesten.
Foss Al-Jabri zong ook drie nummers op het album Lyriaka i jungelen van de Noorse kindgroep Lyriaka. In 2008 deed ze mee aan het eerste seizoen van Norske Talenter, de Noorse versie van Holland's Got Talent. In haar auditie zong ze het nummer Over the Rainbow waarna de jury's haar omschreven als een getalenteerde en technisch vaardige zangeres die veel ouder klinkt dan haar leeftijd. Ze eindigde uiteindelijk op de derde plaats in de talentenshow. Na haar deelname aan Norske Talenter mocht Foss Al-Jabri optreden tijdens de laatste aflevering van Oprah Winfrey's show World's Most Talented Kids. Hier zong ze op 18 mei 2009 nogmaals Over the Rainbow.
In 2012 nam Foss Al-Jabri deel aan Melodi Grand Prix 2012, waarmee ze deelname aan het Eurovisiesongfestival 2012 in Bakoe, Azerbeidzjan, hoopte af te dwingen. Met het nummer Somewhere Beautiful eindigde ze op de tweede plaats achter Tooji. Dertien jaar later waagde Foss Al-Jabri op het Melodi Grand Prix 2025 een nieuwe kans. Hier trad ze aan met het nummer Sulale op 15 februari 2025. Al eerder gingen geruchten van een nieuwe deelname van Foss Al-Jabri. Ze eindigde op een zesde plaats.

## Discografie

### Albums
- 2011: Nora Foss al-Jabri

### Singles
- 2011: Somewhere Beautiful
- 2025: Sulale

- Bibsys: 9030679
- MusicBrainz: 78b78e16-cc4a-4c3b-94e8-50a7c9e7ffa8
- Virtual International Authority File: 340149294084580520432